# Половинчук Катерина Ігорівна
Катери́на І́горівна Половинчу́к (* 1995) — українська більярдистка.

## З життєпису
Народилася 1995 року. 20 разів перемагала на національних чемпіонатах України в різних дисциплінах.
2013 року у Сараєво на чемпіонаті Європи з пулу серед юнаків та юніорів здобула золоту медаль у «Дев'ятці» в заліку юніорок. Виграла у Дарини Сіранчук.
2016 року посіла друге місце на чемпіонаті Європи.